# Mercè Perea Conillas
Mercè Perea Conillas, née le 22 novembre 1966, est une femme politique espagnole membre du Parti des socialistes de Catalogne (PSC).
Elle est élue députée de la circonscription de Barcelone lors des élections générales de décembre 2015.

## Biographie

### Vie privée
Elle est mariée.

### Profession
Mercè Perea Conillas est titulaire d'une licence en droit. Elle est avocate de formation.

### Activités politiques
Elle a été adjointe au maire de L'Hospitalet de Llobregat chargée de la sécurité citoyenne puis chargée des finances. Elle est conseillère nationale du PSC et secrétaire municipal du PSC dans sa ville.
Le 20 décembre 2015, elle est élue députée pour Barcelone au Congrès des députés.